# Tammurriata nera
Tammurriata nera è una canzone napoletana scritta nel 1944 da E. A. Mario (musica) ed Edoardo Nicolardi (testo).

## Premessa
Nell’immediato dopoguerra, la canzone italiana era stata travolta dall'invasione della musica e dei balli americani, portati dalle truppe d’occupazione: lo swing, il jazz e da ultimo il boogie woogie. Ma poco dopo cominciò una rinascita della canzone italiana che si sviluppò lungo due direttrici. 
Da una parte tornò in auge la canzone regionale: per quella canzone napoletana, sempre in primo piano, nel '44 uscirono il capolavoro Tammuriata nera e  Simmo 'e Napule paisà; e nel '45 Dove sta Zazà? e Munasterio 'e Santa Chiara; nel resto della nazione Vecchia Roma, Romagna mia.
Dall’altra parte, si riaffermò la tradizionale canzone melodica italiana, sia nelle intonazioni nostalgico-sentimentali e in quelle dell’allegria: Amore baciami, Addormentarmi così, I pompieri di Viggiù, ma anche cover di brani provenienti dagli Stati Uniti Nella vecchia fattoria, il primo successo del quartetto Cetra.

## Testo
Tammurriata nera racconta la storia di una donna che mette al mondo un bambino nero, concepito da un soldato durante l'occupazione americana. La donna, tuttavia, accetta il figlio, forte del proprio amore materno. L'intera vicenda è raccontata da una specie di "coro greco", che ironizza sul fatto che per quanto la donna rigiri i punti di vista del fatto (Seh, vota e gira, seh seh, gira e vota, seh), o gli affibbi nomi italiani come Ciccio, Antonio, Peppe o Ciro (ca tu 'o chiamme Ciccio o 'Ntuono, ca tu 'o chiamme Peppe o Ciro), il bambino che ha partorito è comunque nero (chillo 'o fatto è niro niro, niro niro comm'a cche).
fanno ammore ch''e marrucchine,

'e marrucchine se vottano 'e lanze,

fanno l'amore con i marocchini,

i marocchini si buttano di lancio,

e le signorine restano incinte.»
James Senese, figlio di una napoletana e di un soldato americano, così ha analizzato il testo della canzone: 

## Storia
La nascita della canzone prende ispirazione da un episodio accaduto a Nicolardi, che vide un certo trambusto nel reparto maternità presso l'ospedale di Napoli Loreto Mare, di cui era dirigente amministrativo. Una giovane aveva dato alla luce infatti un bambino di colore e di fatto non era l'unica in quel periodo ad essere rimasta incinta dalle violenze dei soldati afro-americani.
Tale episodio rappresentava una vera e propria svolta epocale per la società napoletana ed italiana, e Nicolardi, già autore di canzoni napoletane di un certo successo, fra cui la famosa Voce 'e notte, insieme all'amico e consuocero, il musicista E. A. Mario, autore fra l'altro de La canzone del Piave, scrisse di getto il testo di Tammurriata nera.

## Interpreti
Tammurriata nera fu lanciata da Vera Nandi e fra i primi a renderla celebre vi fu Roberto Murolo, che contribuì a farla diventare famosa in tutta Italia. Il brano entrò anche nel repertorio di Renato Carosone.
La canzone viene eseguita da un'orchestrina nella scena della trattoria di Ladri di biciclette (1948) di Vittorio De Sica.
A livello discografico, però, la versione più ricordata di Tammurriata nera è quella registrata nel 1974 dalla Nuova Compagnia di Canto Popolare, che rimase nella hit parade dei singoli più venduti in Italia per diverse settimane. Fra gli altri interpreti ad aver cantato una propria versione del brano si ricordano Angela Luce, Marina Pagano, Mario Trevi, Peppe Barra, Teresa De Sio, Gabriella Ferri, Lina Sastri, M'Barka Ben Taleb e Max Casella.

## Riferimenti culturali
La Tammurriata è un genere di danza campano, caratterizzato dall'ampio uso di tamburi.
Nella versione della Nuova Compagnia di Canto Popolare, una strofa della canzone recita:
E levate 'a pistuldà uè / e levate 'a pistuldà, / e pisti pakin mama / e levate 'a pistuldà, e un'altra: oh, drinking beer in a cabaret / was I having fun / until one night she caught me right / and now I'm on the run.
Si tratta della napoletanizzazione del ritornello e del primo verso della canzone Pistol Packin' Mama di Al Dexter (che era al vertice delle classifiche USA il 30 ottobre 1943 e la cui versione più famosa è cantata da Bing Crosby assieme alle Andrews Sisters), probabilmente molto popolare tra i soldati americani, giunti a Napoli proprio in quel periodo.
Il testo originale inglese era infatti: Lay that pistol down, / babe, Lay that pistol down / Pistol packin' mama, / Lay that pistol down.